# Portrait de la duchesse de Polignac
 (septembre 2024).
Le Portrait de la duchesse de Polignac est un tableau réalisé par la peintre française Élisabeth Vigée Le Brun en 1782. Cette huile sur toile est le portrait à mi-corps de Gabrielle de Polignac coiffée d'un chapeau de paille, une rose à la main devant un fond bleu ciel. L'œuvre est conservée au château de Versailles, à Versailles, en France.